# مگان فریزر
مگان فریزر (انگلیسی: Megan Frazer؛ زادهٔ ۲ اکتبر ۱۹۹۰) بازیکن هاکی روی چمن اهل جمهوری ایرلند است.